# Cleora lucialata
Cleora lucialata är en fjärilsart som beskrevs av Fuchs 1884. Cleora lucialata ingår i släktet Cleora och familjen mätare. Inga underarter finns listade i Catalogue of Life.